# لف نظيري
في نظرية الجسيمات الأولية، اللف النظيري أو الدرور النظيري (بالإنجليزية: Isospin)‏ هو رقم كمي للنكهة، يصف التناظر الداخلي للتفاعل القوي ويستخدم لتصنيف الهادرونات. يشير الترميز (iso- : «متساوٍ كميًا»، من اليونانية القديمة ἴσος) إلى أن النظام يبدو وكأنه جسيم ذو عزم مغزلي 1/2، على الرغم من أنه ليس دورانًا.
بشكل عام، يتم استخدام المفهوم (أيضًا في فيزياء الحالة الصلبة) لوصف أنظمة توجد في حالتين كموميتين. يتم تفسير حالتي ميكانيكا الكم على أنهما توجهان متعاكسان للإيزوسبين (± {\displaystyle I_{z}}). إذا كان النظام في حالة تراكب بين الحالتين، فيتم الإشارة إلى ذلك من خلال وصف المكونين الآخرين ({\displaystyle I_{x},I_{y}}).

## الاكتشاف
في عمليات التشتت على نوى متناظرة، وجد أن التفاعل القوي لا يميز بين النيوترونات المحايدة والبروتونات موجبة الشحنة،  أي أنها مستقلة عن الشحنة. إذن، من حيث القوة النووية، فإن النيوترون والبروتون متطابقان، ويرتبط الاختلاف الطفيف في الكتلة بينهما بالشحنة الكهربائية. من هذا استنتج فيرنر هايزنبرغ في عام 1932  أن البروتون والنيوترون هما حالتان مختلفتان من الشحنة لجسيم واحد ونفس النوكليون.
لمزيد من الوصف، استعار شكليات الـ «سبين» Spin الميكانيكي الكمومي من السلوك المقابل للإلكترونات. فالإلكترونات لديهم أيضًا حالتين (عزم مغزلي لأعلى وعزم مغزلي لأسفل) لا يمكن تمييزهما بقوة معينة - سوى بالقوة الكهربائية البحتة.
صاغ يوجين فيجنر الاسم isospin في عام 1937 وكان في البداية يرمز إلى العزم المغزلي النظيري . ومع ذلك، نظرًا لأن هذا يمكن أن يساء تفسيره على أنه مؤشر على تغيير في عدد النيوترونات (راجع: النظير)، عوضا عن ذلك يتم استخدام التعبير«العزم المغزلي متساوي الضغط» isobarer Spin. قام موراي جيل مان بدمج خصائص Isospin والغرابة strangeness في الطريقة الثمانية، وهي مقدمة مباشرة لنموذج الكوارك والديناميكا اللونية الكمومية.

## الشكلية
|                                | فوق  | فوق |
| ------------------------------ | ---- | --- |
| كوارك / مضاد كوارك             | u    | u   |
| لف نظيري {\displaystyle I_{z}} | + ½  | -½  |
|                                | أسفل |     |
| كوارك / مضاد كوارك             | d    | d   |
| لف نظيري{\displaystyle I_{z}}  | -1⁄2 | 1⁄2 |

مثل اللف المغزلي الطبيعي للفرميونات الأساسية (مثل الإلكترون)، فإن العدد الكمي للإيزوسبين له دائمًا القيمة 1⁄2
المكون الثالث المستخدم للأيزوسبين {\displaystyle I_{z}} (يشار إليه غالبًا بــ {\displaystyle I_{3}}) للأيزوسبين يمثل إتجاهه وييتخذ القيمتان المحتملتان + 1⁄2 و - 1⁄2 . هذان العددان يمثلان زوجي الكوارك (u and d) في نموذج الكوارك.
- u (أعلى): {\displaystyle I_{z}=+{\tfrac {1}{2}}} و
- d (أسفل): {\displaystyle I_{z}=-{\tfrac {1}{2}}} .

الكواركات s و c و b و t لا تحمل أي ايزوسبين (دوران). وبالنسبة للكواركات المضادة تتغير علامة {\displaystyle I_{z}} .
بذلك {\displaystyle I_{z}} معطى بعدد الكواركات u و d والكواركات المضادة المرتبطة بها على النحو التالي:
{\displaystyle I_{z}={\frac {1}{2}}{\Big (}(n_{u}-n_{\bar {u}})-(n_{d}-n_{\bar {d}}){\Big )}}
ينتج عن هذا ما يؤول للزوج البروتون والنيوترون (حيث يتكون كل منهما من ثلاثة كواركات):
- بروتون p = uud {\displaystyle \Rightarrow I_{z}=+{\tfrac {1}{2}}}
- نيوترون n = udd {\displaystyle \Rightarrow I_{z}=-{\tfrac {1}{2}}}

تستخدم منشورات الفيزياء النووية القديمة أحيانًا الاصطلاح {\displaystyle I_{z}} بإشارة معاكسة، لكن هذا لا يحدث فرقًا فيزيائيًا طالما يتم استخدامه باستمرار.

### فرط الشحنة
|            | الجسيم    | التكوين | شحنة الكهرباء </br> {\displaystyle Q} | إيزوسبين </br> {\displaystyle I_{z}} | فرط الشحنة. </br> {\displaystyle Y} |
| ---------- | --------- | ------- | ------------------------------------- | ------------------------------------ | ----------------------------------- |
| كواركات    | فوق       | u       | + 2⁄3                                 | 1⁄2                                  | 1⁄3                                 |
| كواركات    | مضاد-فوق  | u       | 2⁄3                                   | 1⁄2                                  | 1⁄3                                 |
| كواركات    | أسفل      | d       | 1⁄3                                   | 1⁄2                                  | 1⁄3                                 |
| كواركات    | مضاد-أسفل | d       | 1⁄3                                   | 1⁄2                                  | 1⁄3                                 |
| الهادرونات | بروتون    | uud     | +1                                    | 1⁄2                                  | +1                                  |
| الهادرونات | نيوترون   | udd     | 0                                     | 1⁄2                                  | +1                                  |

بسبب الايزوسبين وشحنتها الكهربائية {\displaystyle Q} يمكن شحن الكثير من الجسيمات باستخدام صيغة Gell-Mann-Nishijima لتعيين فرط الشحنة{\displaystyle Y} :
{\displaystyle Y=2(Q-I_{z}).}
ويكون فرط الشحنة كالآتي:
- للكوارك العلوي والسفلي على التوالي:
- {\displaystyle Y=+{\tfrac {1}{3}}\,}
- للكوارك مضاد -فوق ومضاد-أسفل على التوالي: {\displaystyle Y=-{\tfrac {1}{3}}\!\,}
- للنيوكليونات (بروتون p ، نيوترون n) على التوالي: {\displaystyle Y=+1\!\,} .

### نظرية المجال الكمومي
في سياق نظرية المجال الكمي يينتمي الـ isospin لـ الفضاء المتجه المعقد الثنائي الأبعاد {\displaystyle \mathbb {C} ^{2}} ، حيث يمكن تمثيل الكواركات u و d كمتجهات أساسية:
{\displaystyle \mathbf {u} =\left({\begin{matrix}1\\0\end{matrix}}\right),\quad \mathbf {d} =\left({\begin{matrix}0\\1\end{matrix}}\right).}
هذا يجعل من الممكن وصف تحول النيوكليونات كما يحدث في الاضمحلال الإشعاعي: {\displaystyle \mathbf {n} \to \mathbf {p} +\mathrm {e} ^{-}+{\bar {\nu }}} .
هذا تحول في التناظر SU (2) الموصوف في نظرية التفاعل الضعيف (مثل اضمحلال بيتا).
رياضياً، يتم إجراء هذه التحولات بواسطة معاملين ينتموا لبوزونات قياس في نظرية المجال. على سبيل المثال، الانتقال {\displaystyle \mathbf {d} \rightarrow \mathbf {u} } يتم وصفها بمعادلة المصفوفة
{\displaystyle \left({\begin{matrix}0&1\\0&0\end{matrix}}\right)\cdot \left({\begin{matrix}0\\1\end{matrix}}\right)=\left({\begin{matrix}1\\0\end{matrix}}\right).}

## التأثيرات
الإيزوسبين هو كمية محفوظة في التفاعل القوي. هذا يعني أن بعض العمليات يتم قمعها أو يمكن أن تحدث فقط من خلال التآثر الكهرومغناطيسي أو التآثر الضعيف. مثال على ذلك هو تفاعل اثنين من النيوكليونات لتكوين ديوترون وبايون:
{\displaystyle {\begin{aligned}\mathrm {p+p} &\rightarrow \mathrm {d+\pi ^{+}} \\\mathrm {p+n} &\rightarrow \mathrm {d+\pi ^{0}} \end{aligned}}}
يتم تمثيل إيزوسبينات الجسيمات المعنية باستخدام تدوين ديراك {\displaystyle \left|I,I_{z}\right\rangle } :
{\displaystyle {\begin{aligned}\left|\mathrm {p} \right\rangle &=\left|{\tfrac {1}{2}},+{\tfrac {1}{2}}\right\rangle \quad \quad &\left|\pi ^{+}\right\rangle &=\left|1,+1\right\rangle \\\left|\mathrm {n} \right\rangle &=\left|{\tfrac {1}{2}},-{\tfrac {1}{2}}\right\rangle &\left|\pi ^{0}\right\rangle &=\left|1,0\right\rangle \\\left|\mathrm {d} \right\rangle &=\left|0,0\right\rangle \,.\end{aligned}}}
وفقًا لقواعد حساب إضافة الزخم الزاوي في ميكانيكا الكم،
ينطبق ما يلي:
{\displaystyle {\begin{aligned}\left|\mathrm {p\,p} \right\rangle &=\left|1,+1\right\rangle &\left|\mathrm {d} \,\pi ^{+}\right\rangle &=\left|1,+1\right\rangle \\\left|\mathrm {p\,n} \right\rangle &={\tfrac {1}{\sqrt {2}}}\left(\left|1,0\right\rangle -\left|0,0\right\rangle \right)&\left|\mathrm {d} \,\pi ^{0}\right\rangle &=\left|1,0\right\rangle \,.\end{aligned}}}
بسبب انحفاظ isospin في حالة p + n → d + π0 ، فإن الجزء الذي يحتوي على isospin 1 فقط يساهم؛ ولذلك تكون احتمالية التفاعل هي نصف احتمالية التفاعل pp.

## التفاصيل
1. ↑  مجموعة المصطلحات العلمية والفنية التي أقرها المجمع (بالعربية والإنجليزية والفرنسية)، القاهرة: مجمع اللغة العربية بالقاهرة، ج. 37، ص. 39، OCLC:1034549709، QID:Q109610899
2. 1 2  أحمد شفيق الخطيب (2018). معجم المصطلحات العلمية والفنية والهندسية الجديد: إنجليزي - عربي موضح بالرسوم (بالعربية والإنجليزية) (ط. 1). بيروت: مكتبة لبنان ناشرون. ص. 423. ISBN:978-9953-33-197-3. OCLC:1043304467. OL:19871709M. QID:Q12244028.
3. ↑  . Bibcode:1932ZPhy...77....1H. DOI:10.1007/BF01342433. {{استشهاد بكتاب}}: الوسيط |title= غير موجود أو فارغ (مساعدة)

## اقرأ أيضا
- سبين
- عدد كمي
- لف مغزلي (فيزياء)